# Freue dich, erlöste Schar, BWV 30

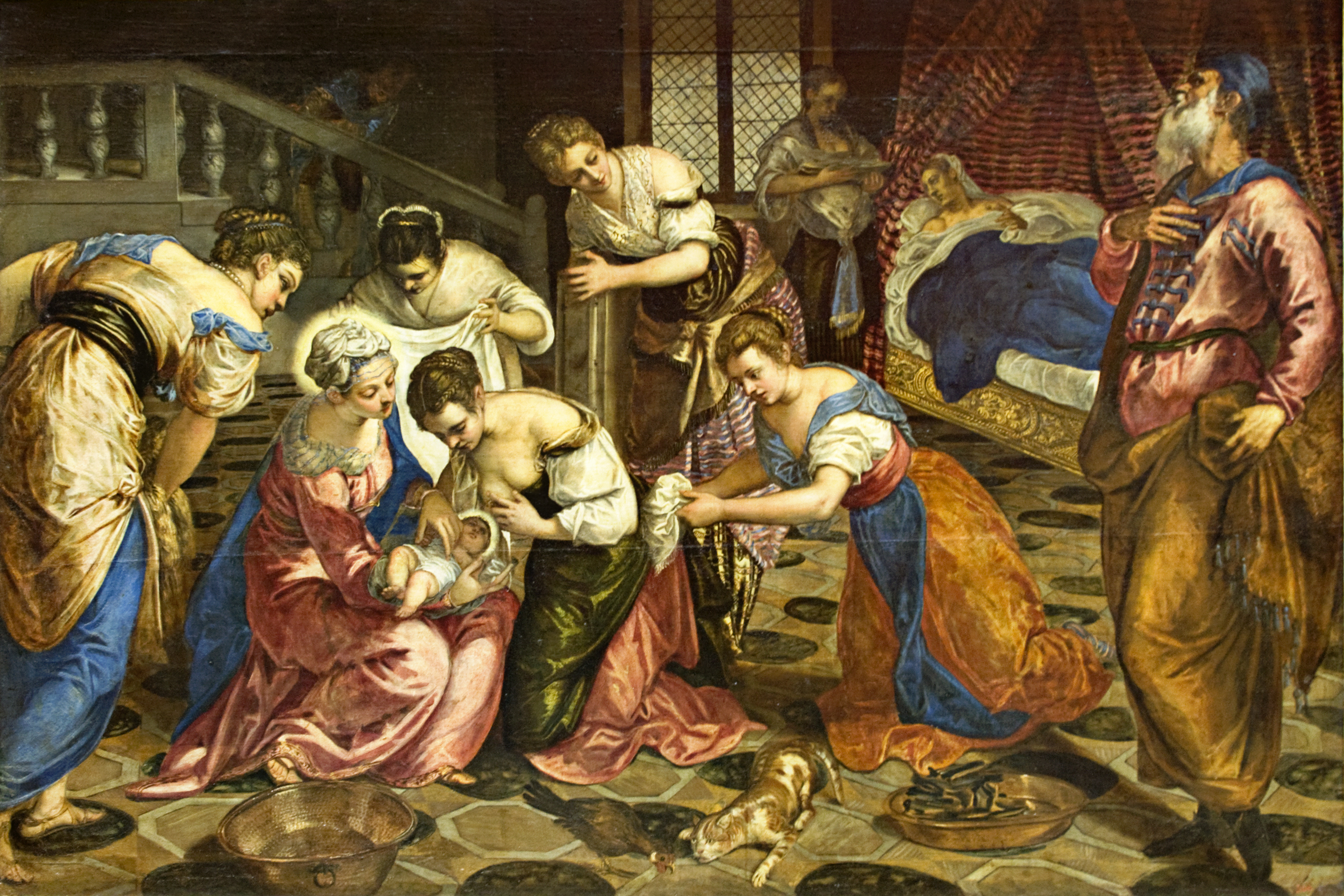
Natividad de San Juan Bautista, ocasión celebrada en esta cantata.

Freue dich, erlöste Schar, BWV 30 (Alégrate, congregación redimida) es una cantata de iglesia escrita por Johann Sebastian Bach en Leipzig para el Nacimiento de San Juan Bautista ("Fest Johannes des Täufers" o "Johannistag") y fue estrenada el 24 de junio de 1738 o más tarde.

## Historia
Bach compuso esta obra durante su estancia como Thomaskantor en Leipzig para el día de San Juan. Se basó en la cantata profana, Angenehmes Wiederau, BWV 30a, compuesta en Leipzig en 1737 para celebrar la adquisición de la mansión y finca de Wiederau por Johann Christian von Hennicke. La cantata fue interpretada por primera vez el 24 de junio de 1738.

## Análisis

### Texto
Las lecturas establecidas para ese día eran del libro de Isaías, "la voz del predicador en el desierto" (Isaías 40:1-5), y del evangelio según San Lucas, el nacimiento de Juan Bautista y el Benedictus de Zacarías (Lucas 1:57-80).
El texto de la cantata profana BWV 30a probablemente fue escrito por Christian Friedrich Henrici (Picander), el libretista de confianza de Bach. El texto del movimiento coral es de Johann Olearius, de la tercera estrofa de su himno "Tröstet, tröstet meine Lieben" de 1671. El tema del coral es "Freu dich sehr, o meine Seele", que fue codificado por Louis Bourgeois, al arreglar el Salmo 42 en su colección Pseaumes octante trios de David (Ginebra, 1551). Bourgeois parece haber estado influenciado por la canción profana "Ne l'oseray je dire" recogida en el Manuscrit de Bayeux publicado hacia 1510.

### Instrumentación
La obra está escrita para cuatro solistas vocales (soprano, alto, tenor y bajo) y un coro a cuatro voces; dos flauti traversi, dos oboes, oboe d'amore, dos violines, viola y bajo continuo.

### Estructura
Consta de doce movimientos, que se organizan en dos partes para ser interpretadas antes y después del sermón.
Parte 1
1. Coro: Freue dich, erlöste Schar
2. Recitativo (bajo): Wir haben Rast
3. Aria (bajo): Gelobet sei Gott, gelobet sein Name
4. Recitativo (alto): Der Herold kömmt und meldt den König an
5. Aria (alto): Kommt, ihr angefochtnen Sünder
6. Coral: Eine Stimme lässt sich hören

Parte 2
1. Recitativo (bajo): So bist du denn, mein Heil, bedacht
2. Aria (bajo): Ich will nun hassen
3. Recitativo (soprano): Und obwohl sonst der Unbestand
4. Aria (soprano): Eilt, ihr Stunden, kommt herbei
5. Recitativo (tenor): Geduld, der angenehme Tag
6. Coro: Freue dich, geheilgte Schar

El coro de apertura está en una tonalidad mayor y despliega movimiento musical dinámico permanente. Adopta un ritmo introductorio sincopado que más adelante reaparece en el aria para alto. La forma está entre un da capo y un rondó: la sección A aparece en mitad de la sección B. El movimiento también invierte las expectativas con respecto a la introducción, partiendo de una declaración temática vocal e instrumental combinada antes de presentarla sin las voces.
Todos los recitativos de la parte 1 son secco. El aria para bajo "deslumbrante y brillante" de la parte 1 se caracteriza por la figuración en forma de tresillos e incluye un completo acompañamiento de cuerda en trinos. Incluye el mismo motivo fundamental del aria para alto, y es modificado formalmente en ternario. El aria para alto es notable por su ritornello en forma binaria y cadencia final "al estilo blues"; estructuralmente el movimiento es una gavota. Craig Smith señala que "difícilmente se puede pensar en otra aria de Bach que ilustre tan profundamente un estado de gracia. Los suaves ritmos de danza son celestiales y divinos en su avance inexorable". La parte 1 concluye con el único coral de la cantata.
La parte 2 se inicia con el único recitativo accompagnato de la cantata, para bajo con oboes y continuo. Este prepara un aria para bajo, que comienza con un  "agresivo" chasquido escocés'" que se repite a lo largo del movimiento. A continuación un recitativo secco para soprano conduce a un aria para soprano en compás de 9/8 con un bajo cromático, ritmos de giga y un estilo operístico. El penúltimo movimiento es un recitativo para tenor con "alargadas frases y extrañas armonías cromáticas", que representan un alma torturada. La pieza termina con una repetición del coro con un texto diferente.

## Discografía selecta
De esta pieza se han realizado una serie de grabaciones entre las que destacan las siguientes.
- 1972 – Les Grandes Cantates de J.S. Bach Vol. 26. Fritz Werner, Heinrich-Schütz-Chor Heilbronn, Württembergisches Kammerorchester Heilbronn (Erato)
- 1975 – Bach Cantatas Vol. 3. Karl Richter, Münchener Bach-Chor & Orchester (Archiv Produktion)
- 1984 – Die Bach Kantate Vol. 9. Helmuth Rilling, Gächinger Kantorei, Württembergisches Kammerorchester Heilbronn (Hänssler)
- 2000 – Bach Edition Vol. 15: Cantatas Vol. 8. Pieter Jan Leusink, Holland Boys Choir, Netherlands Bach Collegium (Brilliant Classics)
- 2000 – Bach Cantatas Vol. 1. John Eliot Gardiner, Monteverdi Choir, English Baroque Soloists (Soli Deo Gloria)
- 2002 – J.S. Bach: Complete Cantatas Vol. 22. Ton Koopman, Amsterdam Baroque Orchestra & Choir (Antoine Marchand)
- 2004 – Bach Cantates De Saint-Jean Baptiste. Eric J. Milnes, Montréal Baroque (ATMA Classique)
- 2013 – J.S. Bach: Cantatas Vol. 55. Masaaki Suzuki, Bach Collegium Japan (BIS)